# Astyráki
Astyráki ou Astiráki (en grec moderne : Αστυράκι), est un village du dème de Malevízi, de l'ancienne municipalité de Tylissos, dans le district régional d'Héraklion, en Crète, en Grèce. Selon le recensement de 2011, il compte 278 habitants. Le village est mentionné, en tant qu'Astirachi, dans le recensement de Kastrofylakas (K 174[Quoi ?]), en 1583, avec 81 habitants, alors dans la province de Mylopótamos. Dans le recensement K 175[Quoi ?], de la même source, la colonie de Camarachi[Quoi ?] (Camarachi) est mentionnée, avec 110 habitants[incompréhensible]. Elle fait partie de la province de Mylopótamos, jusqu'au début du XXe siècle[réf. souhaitée].

## Source de la traduction
- (el) Cet article est partiellement ou en totalité issu de l’article de Wikipédia en grec moderne intitulé « Αστυράκι Ηρακλείου » (voir la liste des auteurs).